# Pseudopanurgus dreisbachi
Pseudopanurgus dreisbachi är en biart som först beskrevs av Timberlake 1975.  Pseudopanurgus dreisbachi ingår i släktet Pseudopanurgus och familjen grävbin. Inga underarter finns listade i Catalogue of Life.